# Carbonear
Carbonear is een gemeente (town) in de Canadese provincie Newfoundland en Labrador, in het zuidoosten van het eiland Newfoundland.

## Geschiedenis
Carbonear was reeds in de 17e eeuw een van de belangrijke vissershavens aan de zogenaamde Engelse kust van Newfoundland.
In 1948 werd de plaats Carbonear door de overheid van het toenmalige Dominion Newfoundland erkend als een gemeente.

## Geografie
De gemeente bevindt zich in het oosten van het schiereiland Bay de Verde, dat deel uitmaakt van het grote schiereiland Avalon. De plaats is gelegen aan Carbonear Bay, een inham van Conception Bay. Carbonear grenst in het noorden aan Freshwater en in het zuiden aan Bristol's Hope.

## Demografie
In 2021 telde Carbonear 4.696 inwoners, daarmee is het de zeventiende grootste gemeente van de provincie. Met 377,5 inwoners per vierkante kilometer is Carbonear daarenboven ook de op vier na meest dichtbevolkte gemeente van Newfoundland en Labrador.
| Demografische ontwikkeling van Carbonear tussen 1951 en 2021               |
| -------------------------------------------------------------------------- |
|                                                                            |
| Bron: Statistics Canada (1951–1986, 1991–1996, 2001–2006, 2011–2016, 2021) |

De regio aan de zuidwestelijke oever van Conception Bay is – naast de nabijgelegen Metropoolregio St. John's – het enige gebied op Newfoundland waar er zich de laatste jaren geen ernstige demografische terugval voordoet. Na een beperkte daling in de jaren 1990 is de bevolkingsomvang er stabiel gebleven.

### Taal
In 2021 had 98,8% van de inwoners van Carbonear het Engels als moedertaal; alle anderen waren die taal machtig. Hoewel slechts vijftien mensen (0,3%) het Frans als moedertaal hadden, waren er 115 mensen die die andere Canadese landstaal konden spreken (2,5%). De op twee na meest gekende taal was het Tagalog, met naar schatting 50 personen die deze taal machtig waren (1,1%).

## Galerij

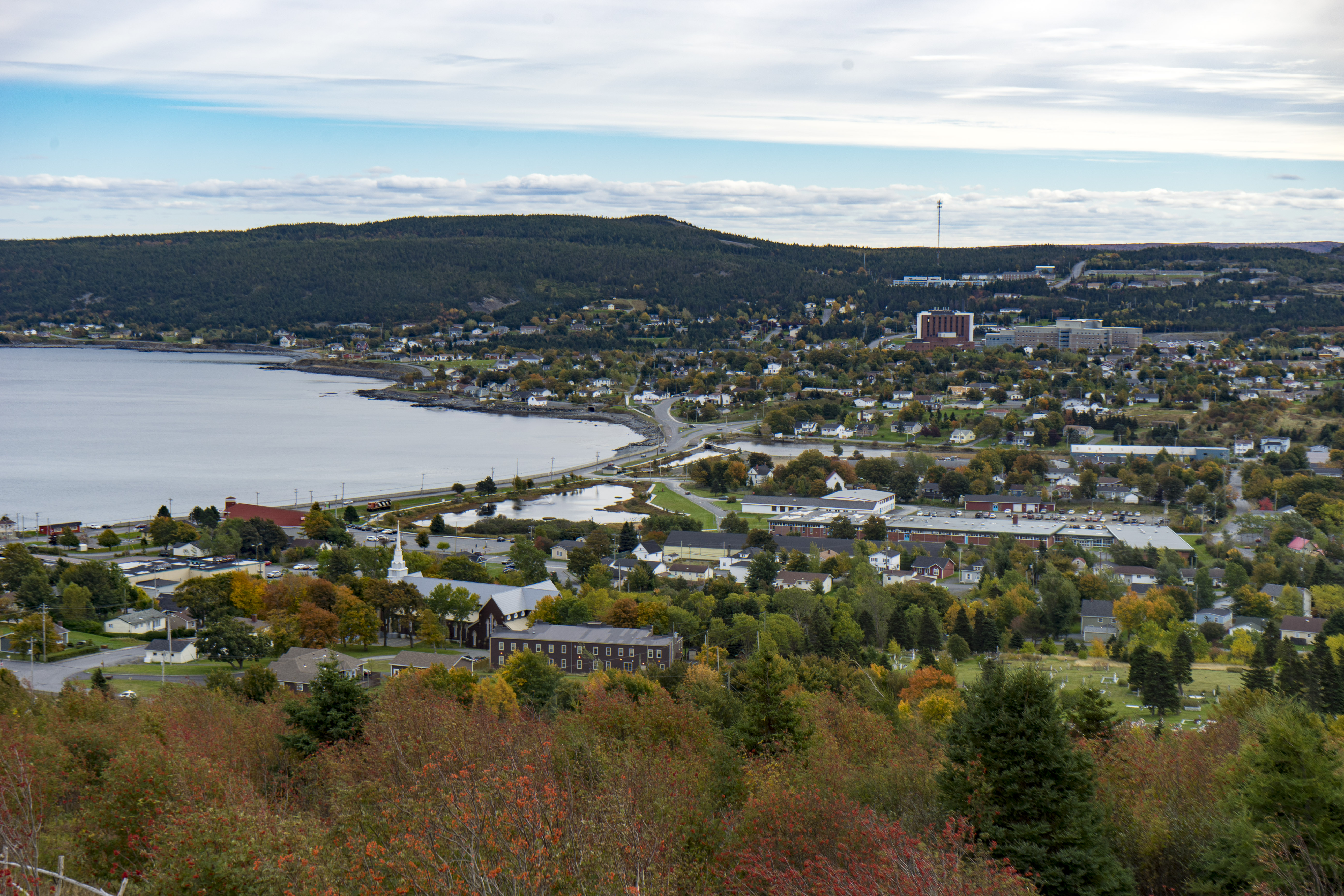
Zicht op Carbonear
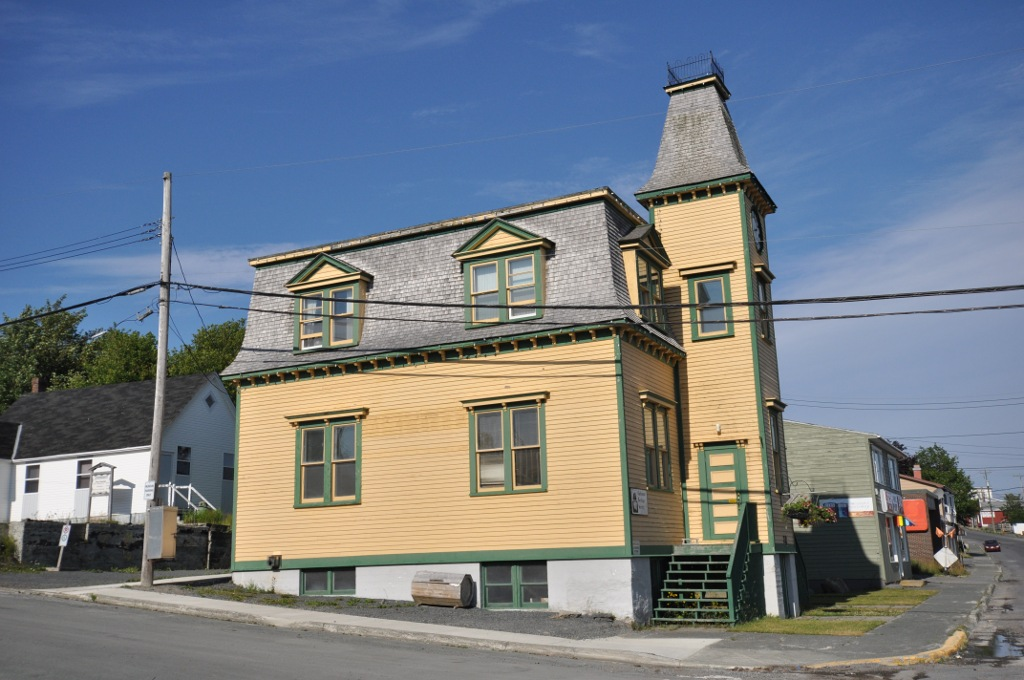
Voormalig postkantoor
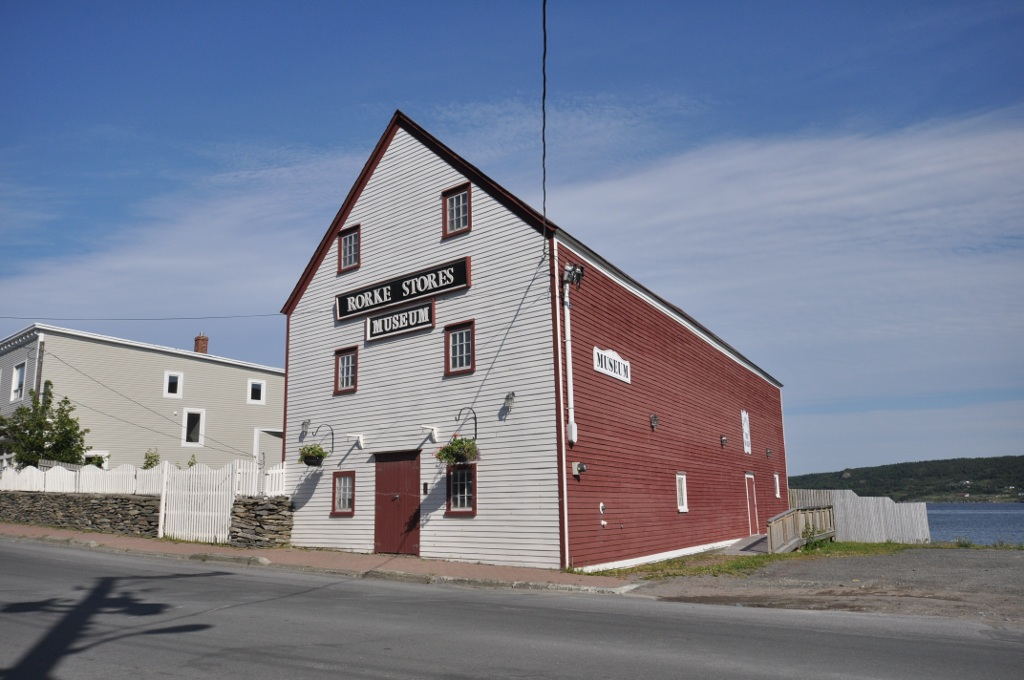
Rorke Stores Museum
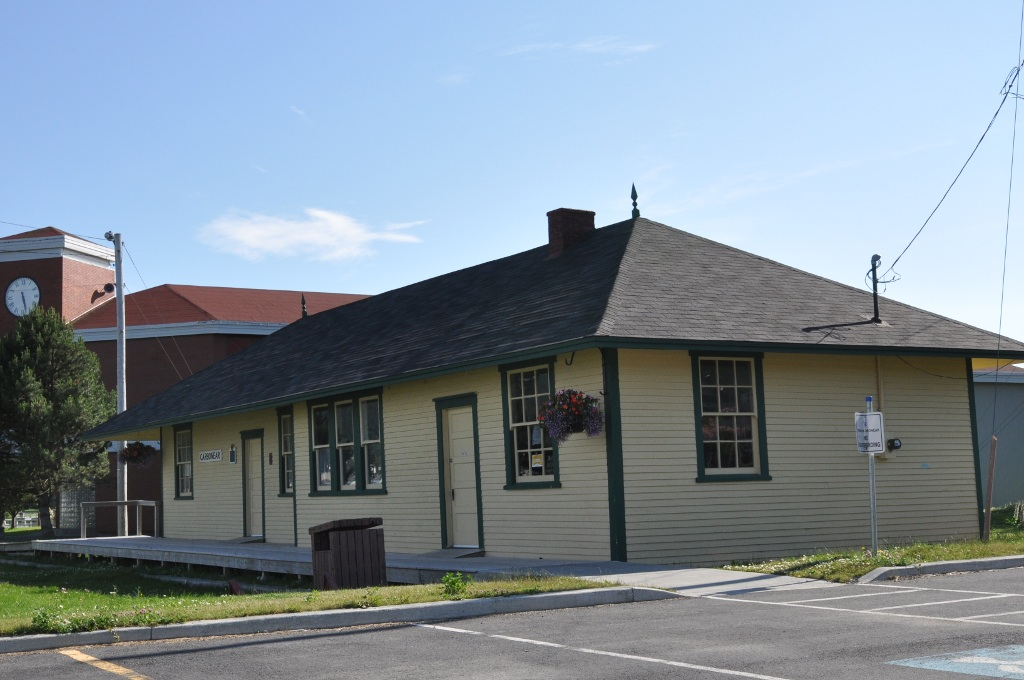
Voormalig treinstation van Carbonear, een National Historic Site of Canada

## Trivia
- Van 1827 tot 1835 woonde Philip Henry Gosse, de auteur van het eerste entomologische werk over Newfoundland, in Carbonear.
- De postbus van het local service district Freshwater bevindt zich in de centrale plaats Carbonear.[8]

## Geboren
- Frank Moores (1933-2005), premier van Newfoundland